# تغير أسماء دول آسيا خلال القرن العشرين
القائمة التالية توضح  تغير أسماء دول آسيا خلال القرن العشرين، حيث خضعت العديد من دول آسيا المتنوعة، إلى التغييرات في الأسماء أثناء القرن الماضي كنتيجة لعمليات الدمج، والانفصال، واكتساب الأراضي، والسيادة، وتغيير النظام :
| الاسم السابق                                                                 | عام التغيير                              | الاسم الحالي                                                          |
| ---------------------------------------------------------------------------- | ---------------------------------------- | --------------------------------------------------------------------- |
| السياده من الهند ، التي كانت في السابق الهند البريطانية                      | 1950                                     | جمهورية الهند                                                         |
| مقاطعة شرق بنغال                                                             | 1905-1911 و 1947-1955 1955-1971 عام 1971 | دولة شرق باكستان بنغلاديش ، جمهورية بنغلاديش الشعبية                  |
| كمبوتشيا الديمقراطية                                                         | 1975).                                   | مملكة كمبوديا ،                                                       |
| امبراطورية تشينج الصين العظمى                                                | (1912). 1949                             | جمهورية الصين جمهورية الصين الشعبية                                   |
| تيمور البرتغالية                                                             | 1975 2002                                | تيمور تيمر (مقاطعة اندونيسيا) الجمهورية الديموقراطية لشرق تيمور تيمور |
| الهند الشرقية الهولندية                                                      | 1949                                     | جمهورية اندونيسيا ،                                                   |
| بلاد فارس                                                                    | 1935 1979                                | إيران الجمهورية الإسلامية الإيرانية،                                  |
| إمارة شرق الأردن                                                             | 1946                                     | المملكة الأردنية الهاشمية ،                                           |
| الجمهورية القيرغستانية الاشتراكية السوفياتيةالقيرغستانية SSR (USSR){/0       | 1991                                     | جمهورية قيرغيزستان                                                    |
| مالايا ، بورنيو الشمالية ، سراوق وسنغافورة                                   | (1963). 1965).                           | ماليزيا (بما في ذلك سنغافورة) ماليزيا وسنغافورة                       |
| بورما                                                                        | 1989                                     | اتحاد ميانمار ،                                                       |
| مسقط                                                                         | عام 1971                                 | سلطنة عمان                                                            |
| سياده باكستان                                                                | 1947 - 1956 1956 - 1970 1971             | دولة غرب باكستان الإسلامية جمهورية باكستان الإسلامية                  |
| ايسلاس دي سان لورنزو ، شرق الهند الأسبانية ، جزر الفلبين وجزر لاس الفلبينيات | 1965                                     | جمهورية الفلبين،                                                      |
| مملكة الحجاز -- نجد                                                          | 1932                                     | المملكة العربية السعودية                                              |
| عدن                                                                          | 1970                                     | جمهورية جنوب اليمن الشعبية،                                           |
| سيلان                                                                        | 1972                                     | جمهورية سري لانكا الديمقراطية الاشتراكية                              |
| الطاجيكية SSR (USSR)                                                         | 1991                                     | جمهورية طاجيكستان.                                                    |
| سيام                                                                         | 1939                                     | مملكة تايلند                                                          |
| الإمبراطورية العثمانية                                                       | 1923                                     | جمهورية تركيا                                                         |
| تركمان (SSR (USSR                                                            | 1991                                     | تركمانستان                                                            |
| مشيخة عمان والمشيخات المتصالحة                                               | عام 1971                                 | الإمارات العربية المتحدة                                              |
| الصين الداخلية الفرنسية                                                      | 1949                                     | كمبوديا ، لاوس وفيتنام                                                |
| جمهورية اليمن الشعبية وجنوب اليمن                                            | 1990                                     | الجمهورية اليمنية                                                     |
| الجمهورية العربية المتحدة                                                    | 1961                                     | الجمهورية العربية السورية                                             |